# Mallapura, Alur
Mallapura là một làng thuộc tehsil Alur, huyện Hassan, bang Karnataka, Ấn Độ.